# George Groves
George Robert Groves (ur. 13 grudnia 1901 w St Helens, zm. 4 września 1976 w Los Angeles) – amerykański dźwiękowiec, jeden z pionierów dźwiękowego kina – uczestniczył w nagrywaniu dźwięku do filmu Śpiewak jazzbandu (1927). Zdobywca Oscarów za najlepszy dźwięk w filmach Sayonara i My Fair Lady. Otrzymał ponadto sześć nominacji do Oscara.